# San Pedro Zictepec
San Pedro Zictepec är en ort i Mexiko.   Den ligger i delstaten Mexiko, i den sydöstra delen av landet, 60 km sydväst om huvudstaden Mexico City. San Pedro Zictepec ligger 2 572 meter över havet och antalet invånare är 5 559.
Terrängen runt San Pedro Zictepec är lite bergig, och sluttar söderut. Runt San Pedro Zictepec är det tätbefolkat, med 550 invånare per kvadratkilometer. Närmaste större samhälle är Tenango de Arista, 7,6 km norr om San Pedro Zictepec. Omgivningarna runt San Pedro Zictepec är en mosaik av jordbruksmark och naturlig växtlighet.